# Geirangerfjord
62°07′B 6°59′Đ / 62,117°B 6,983°Đ
Vịnh hẹp Geiranger (tiếng Na Uy: Geirangerfjorden) là một vịnh hẹp ở vùng Sunnmøre, nằm ở phần cực nam của tỉnh hạt Møre og Romsdal, Na Uy. Đây được coi là vịnh nổi tiếng nhất ở Na Uy. Vịnh này dài khoảng 15 km, là một nhánh của vịnh Storfjord (Vịnh hẹp lớn). Cuối vịnh hẹp này là làng nhỏ Geiranger. Chỗ sâu nhất của vịnh hẹp này là 233 m, quãng ở phía tây nông trại Syltevik.
Vịnh hẹp này là một trong số các nơi được các du khách ưa chuộng nhất Na Uy, và từ năm 2005 - cùng với vịnh hẹp Nærøyfjord - vịnh hẹp Geirangerfjord đã được UNESCO công nhận là di sản thế giới; tuy nhiên cương vị này hiện nay bị đe dọa vì các kế hoạch gây tranh cãi về việc lập đập thủy điện ngang qua vịnh.

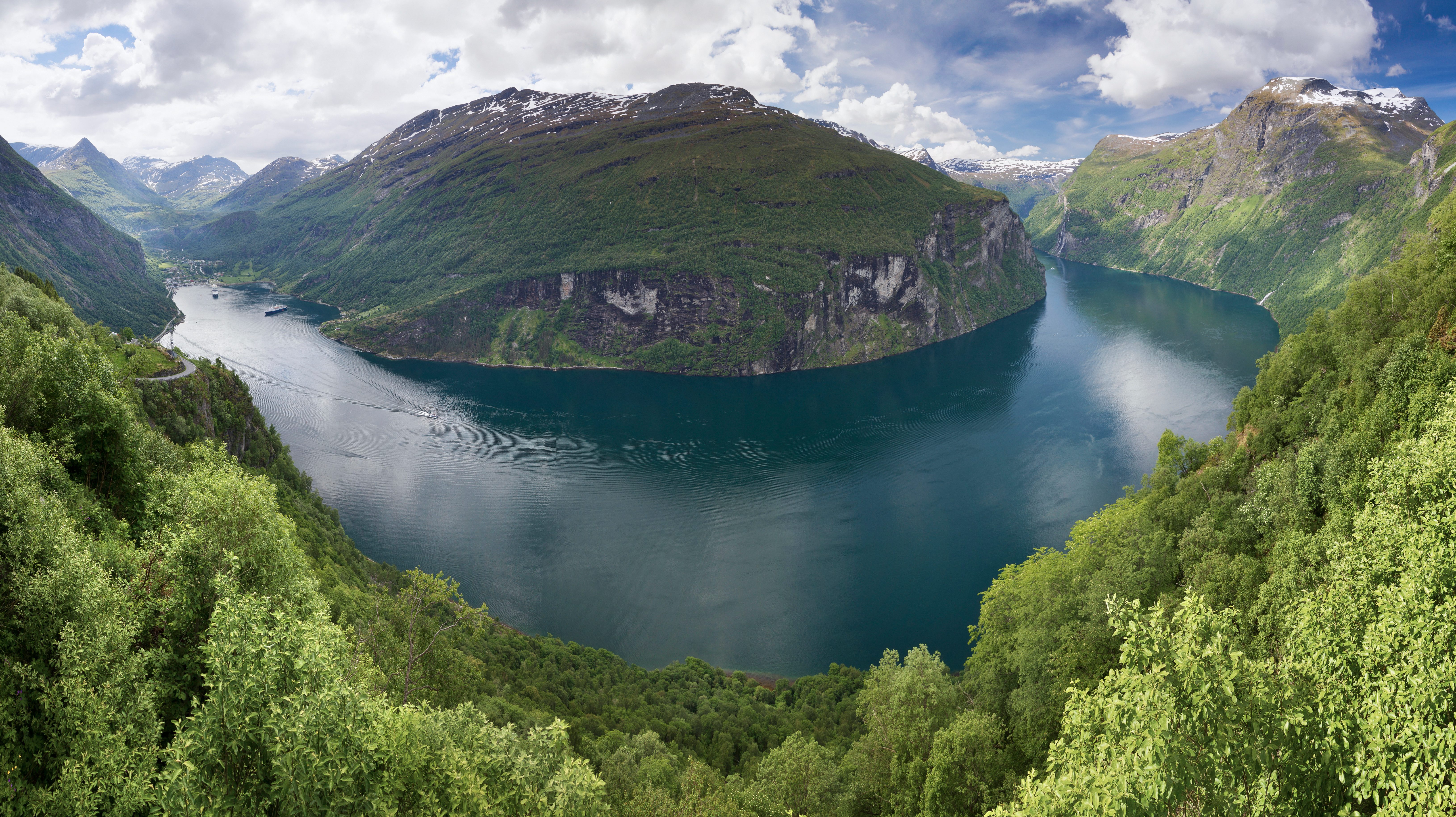
Geirangerfjord

Vịnh hẹp này cũng bị đe dọa bởi việc núi Åkerneset có nguy cơ bị xói mòn rơi vào vịnh. Việc sụp đổ núi sẽ gây ra 1 trận sóng thần, đụng đến nhiều thành phố hoặc làng mạc gần vịnh, kể cả làng Geiranger và Hellesylt trong vòng 10 phút.
UNESCO đánh giá là "...Khu vực này có tất cả các yếu tố của quá trình hình thành hai trong số những vịnh hẹp dài nhất và sâu nhất thế giới. Nærøyfjord và Geirangerfjord được coi là cảnh quan vịnh hẹp đẹp nhất trên thế giới" và nhiều người cũng xem Geirangerfjord là vịnh hẹp đẹp nhất thế giới. Ngoài ra, trong giới chuyên môn, Nærøyfjord và Geirangerfjord được xem là "phòng thí nghiệm của lịch sử tự nhiên", bởi vì chúng luôn cung cấp hiểu biết mới về sự hình thành cảnh quan và ảnh hưởng của biến đổi khí hậu.
Dọc theo các bờ vịnh hẹp này, có nhiều nông trại bị bỏ hoang. Một số nông trại đó đã được Hội "các người bạn Storfjorden" (Storfjordens venner) phục hồi, như nông trại Skageflå, Blomberg ở bờ phía nam, và nông trại Knivsflå ở bờ phía bắc. Người ta có thể đi bộ từ Geiranger tới Skageflå, còn các nông trại khác phải đi tàu, thuyền.
Có tuyến tàu phà chở xe hơi và khách tham quan trên vịnh này của công ty vận tải Fjord1, chạy dọc từ Geiranger tới Hellesylt, nhưng chỉ đi vào mùa hè, vì mùa đông có thể có nhiều tuyết lở làm nước dâng lên cao và sóng mạnh.

## Các thác nước
Hai thác nước nổi tiếng nhất trong vịnh hẹp Geirangerfjord là thác Seven Sisters (bảy chị em, tiếng Na Uy: Dei sju systrene) và thác Suitor (cũng gọi là 'the Wooer', tiếng Na Uy Friaren). Hai thác này đối diện với nhau ở 2 bờ vịnh hẹp, và thác Suitor được dân chúng nói là thường tìm cách ve vãn, tán tỉnh các chị đối diện phía bên kia.
Một thác nước khá đổ vào vịnh hẹp là thác Bridal Veil (tiếng Na Uy Brudesløret: mạng che mặt cô dâu), thác có tên này vì nó đổ nước xuống nhẹ nhàng trên 1 mép khối đá, và khi nhìn ánh nắng chiếu vào, nước giống như 1 màng mỏng trên khối đá.

## Hình ảnh

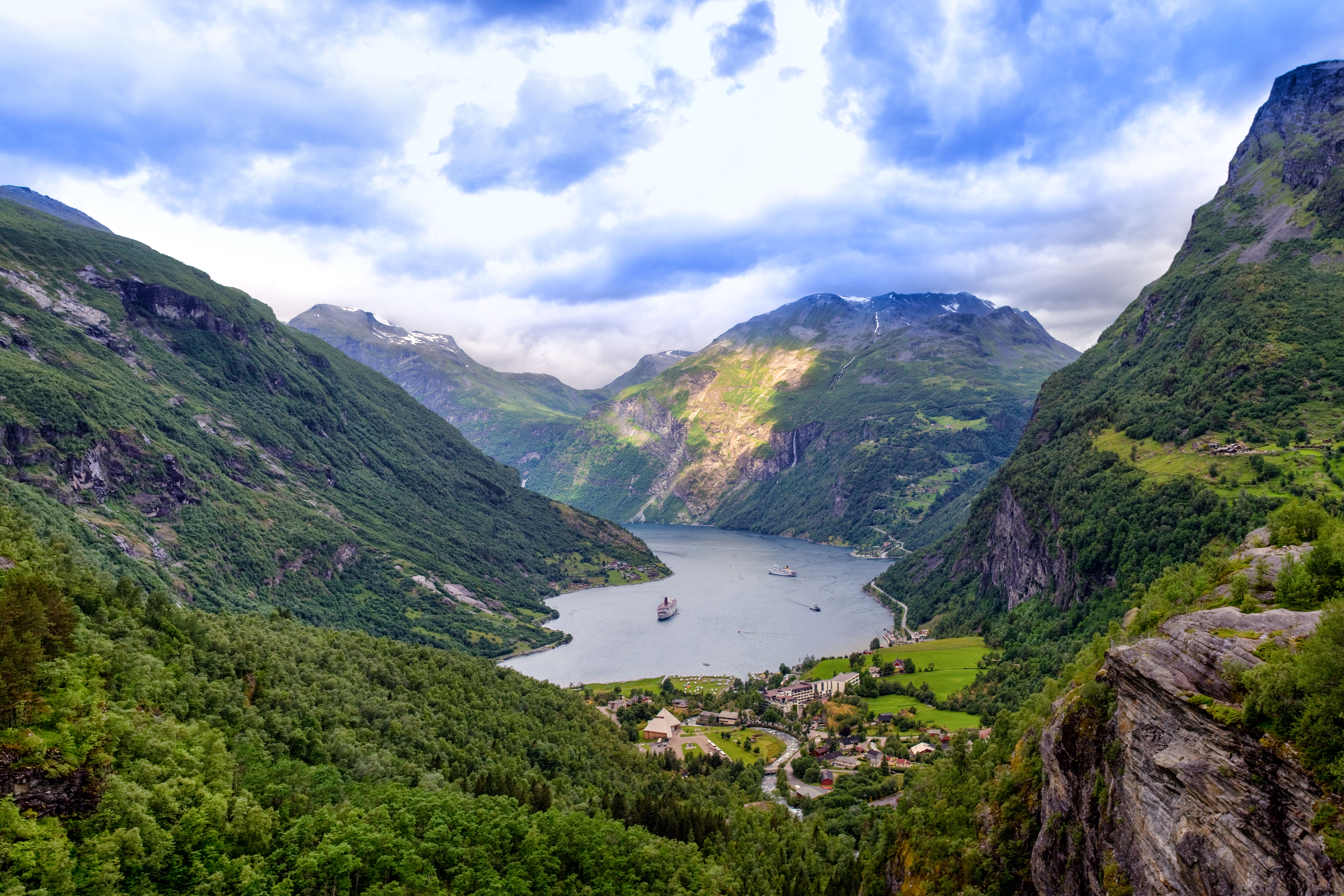
Phần bên trong  vịnh hẹp Geirangerfjord và làng Geiranger
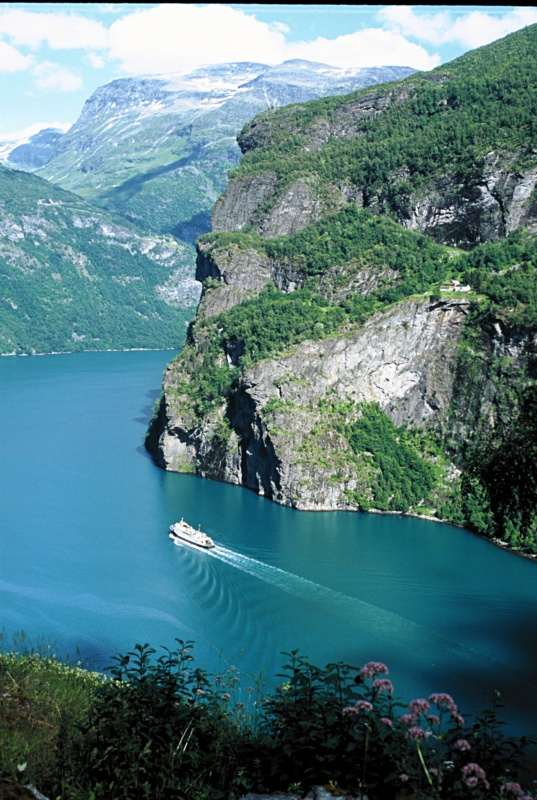
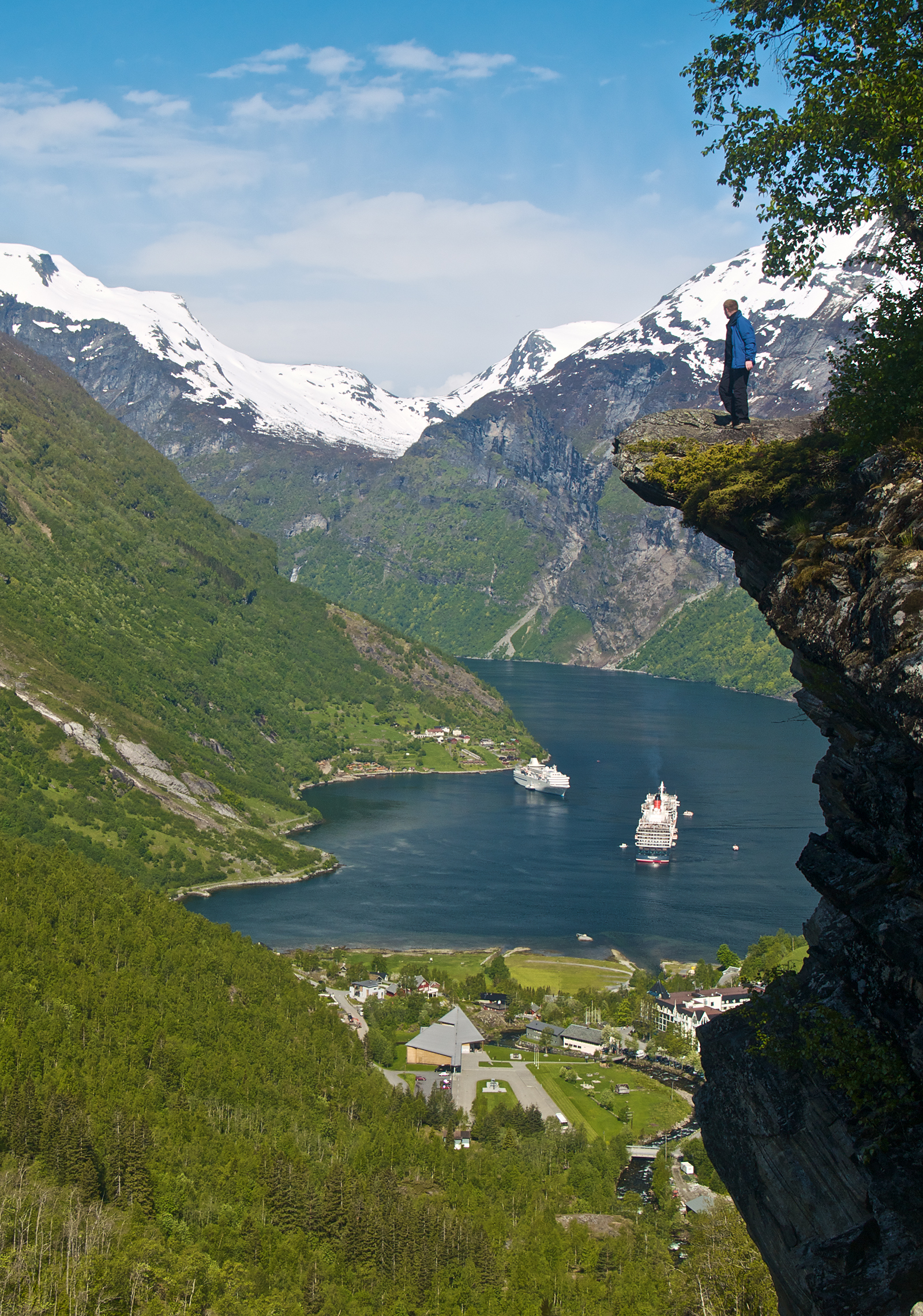
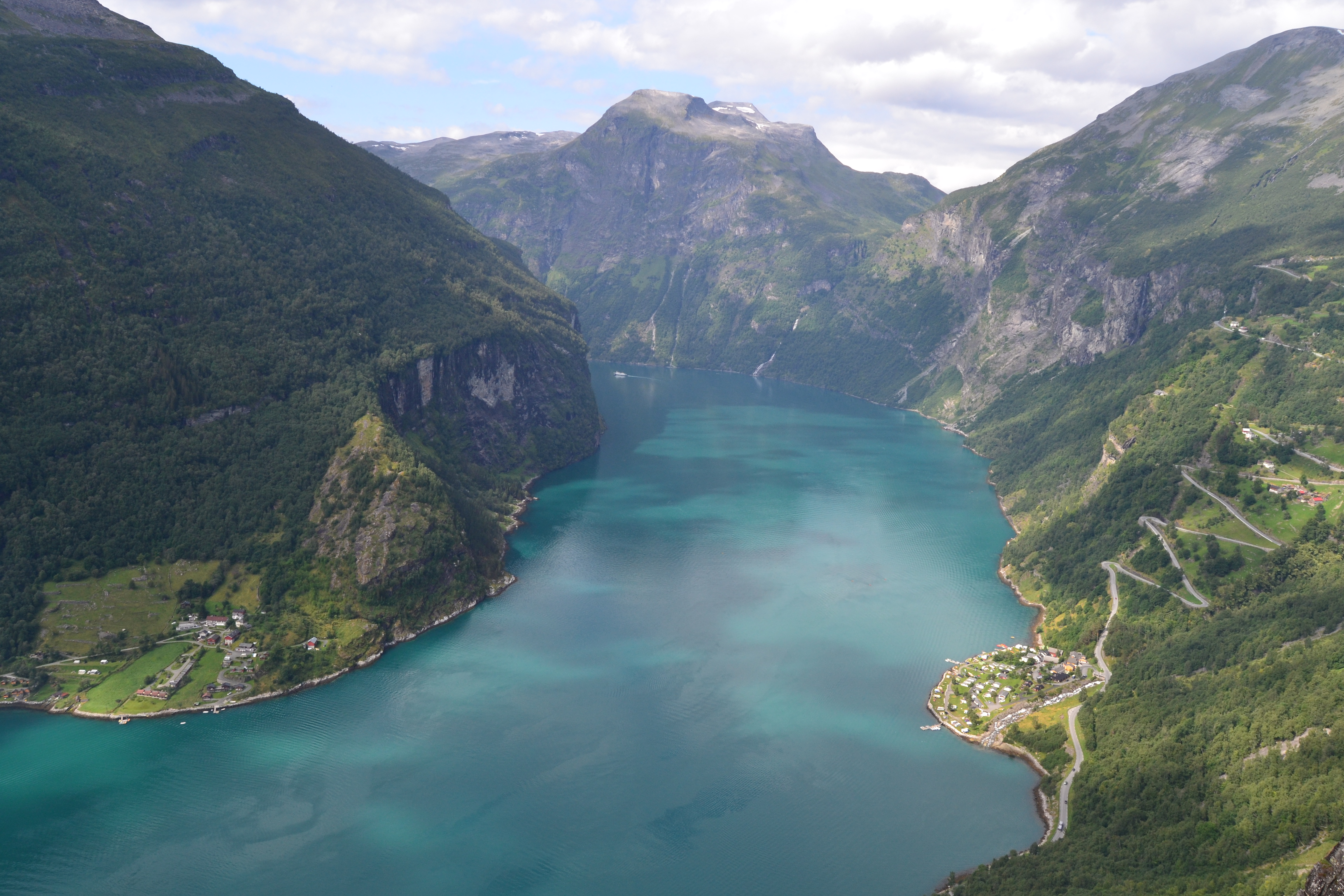
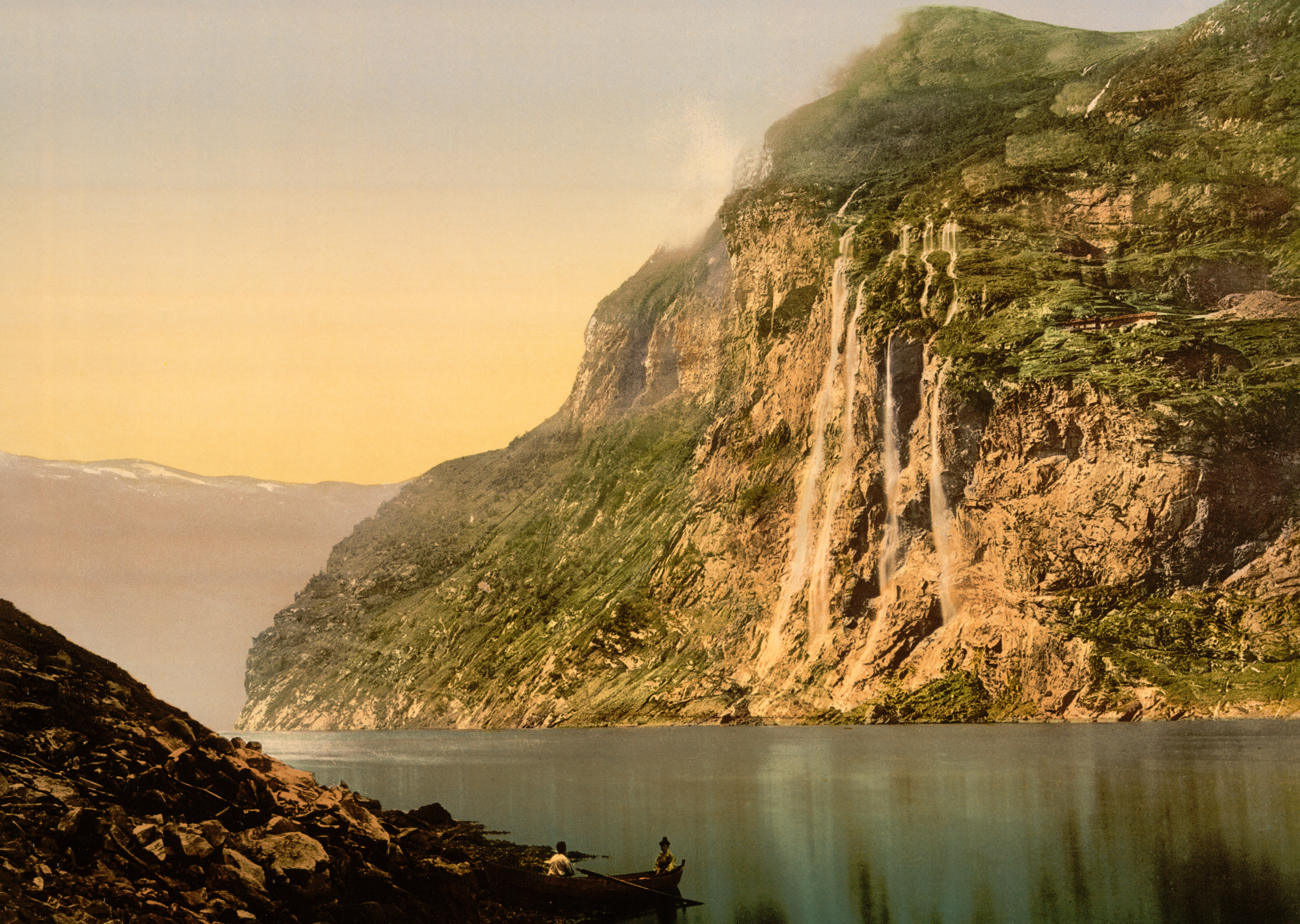
Vịnh hẹp Geirangerfjord và thác nước Seven Sisters ("7 chị em")
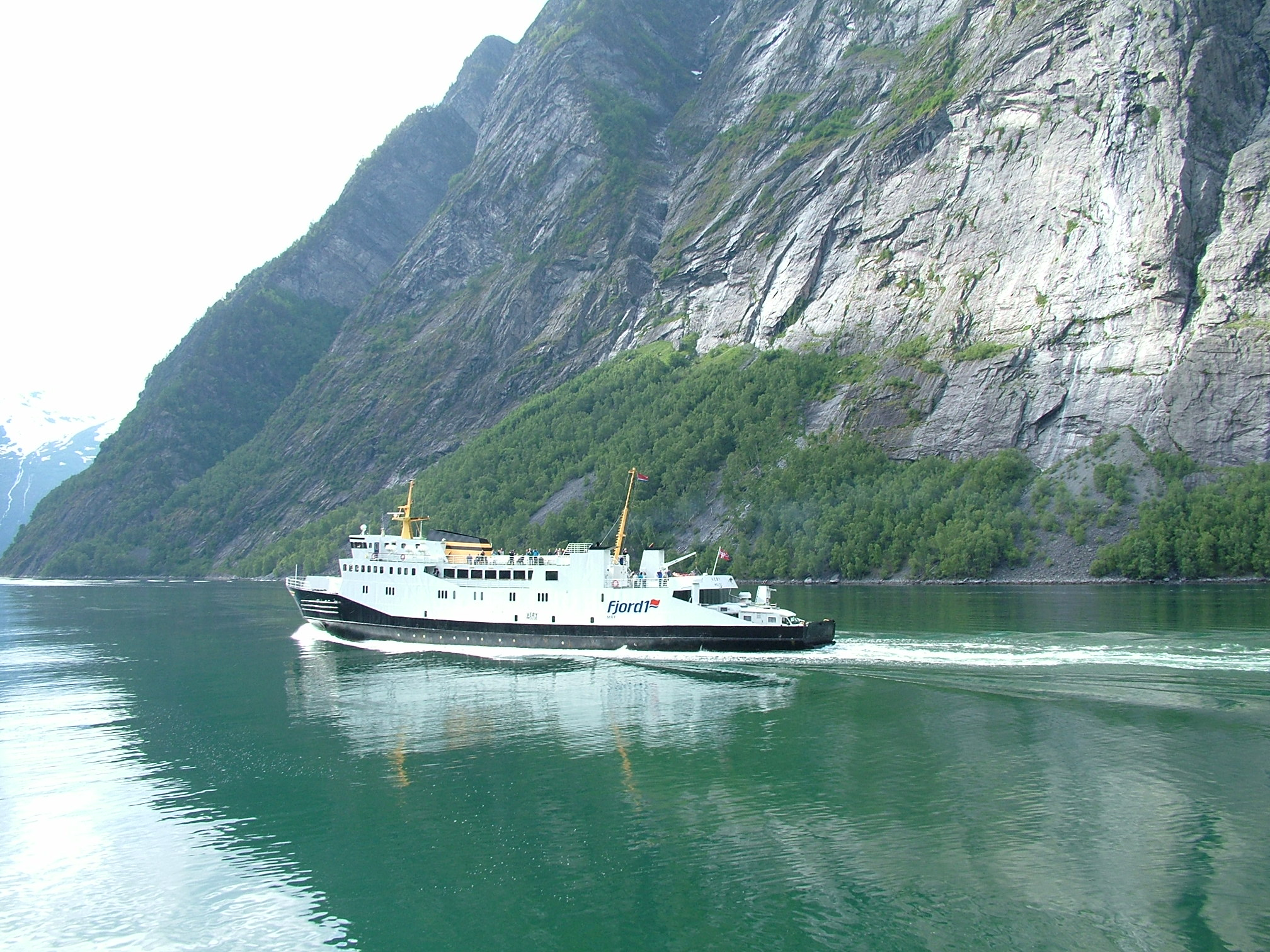
Tàu du ngoạn trên vịnh hẹp
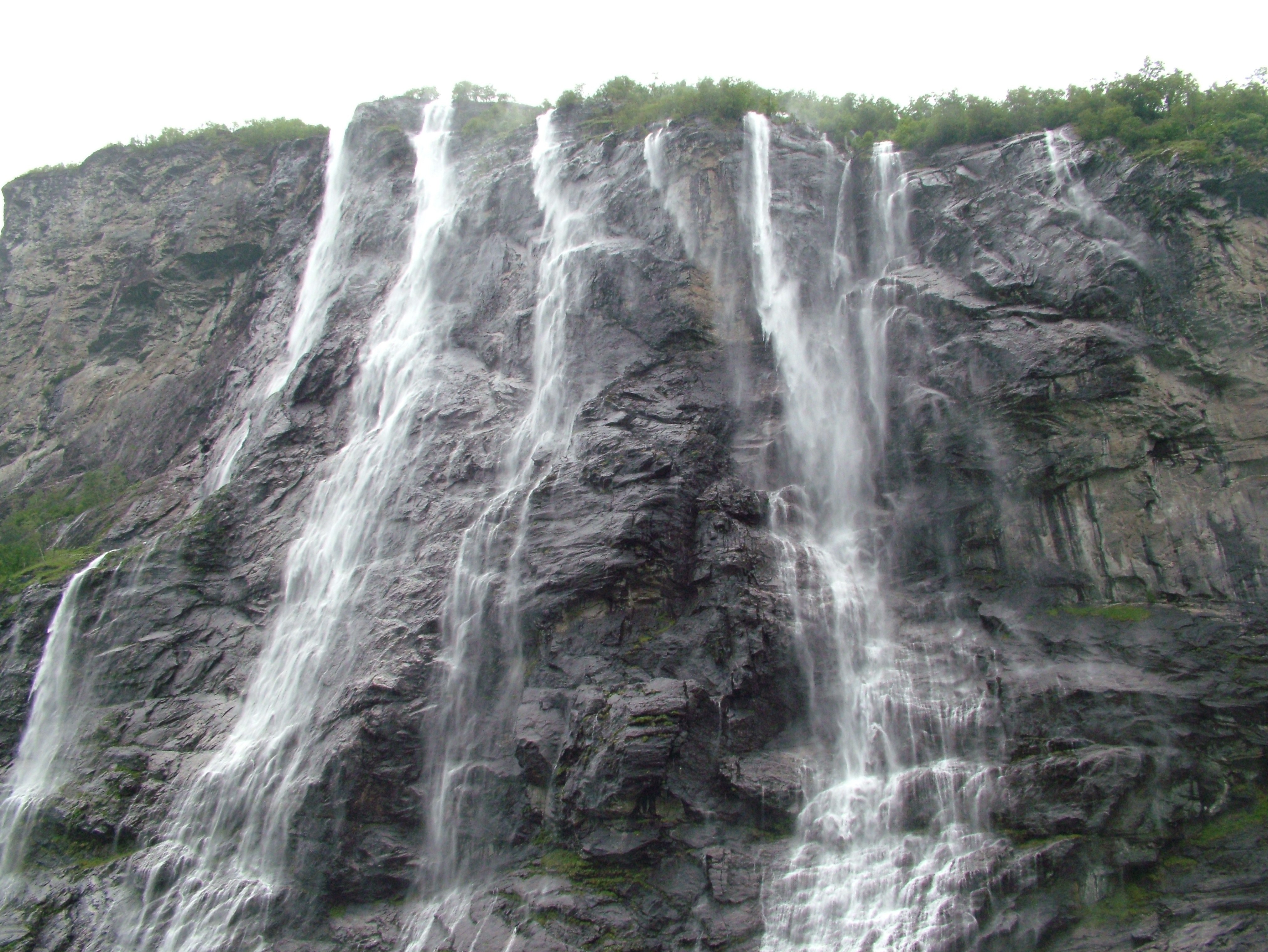
Thác nước Seven Sisters ở vịnh hẹp Geirangerfjord
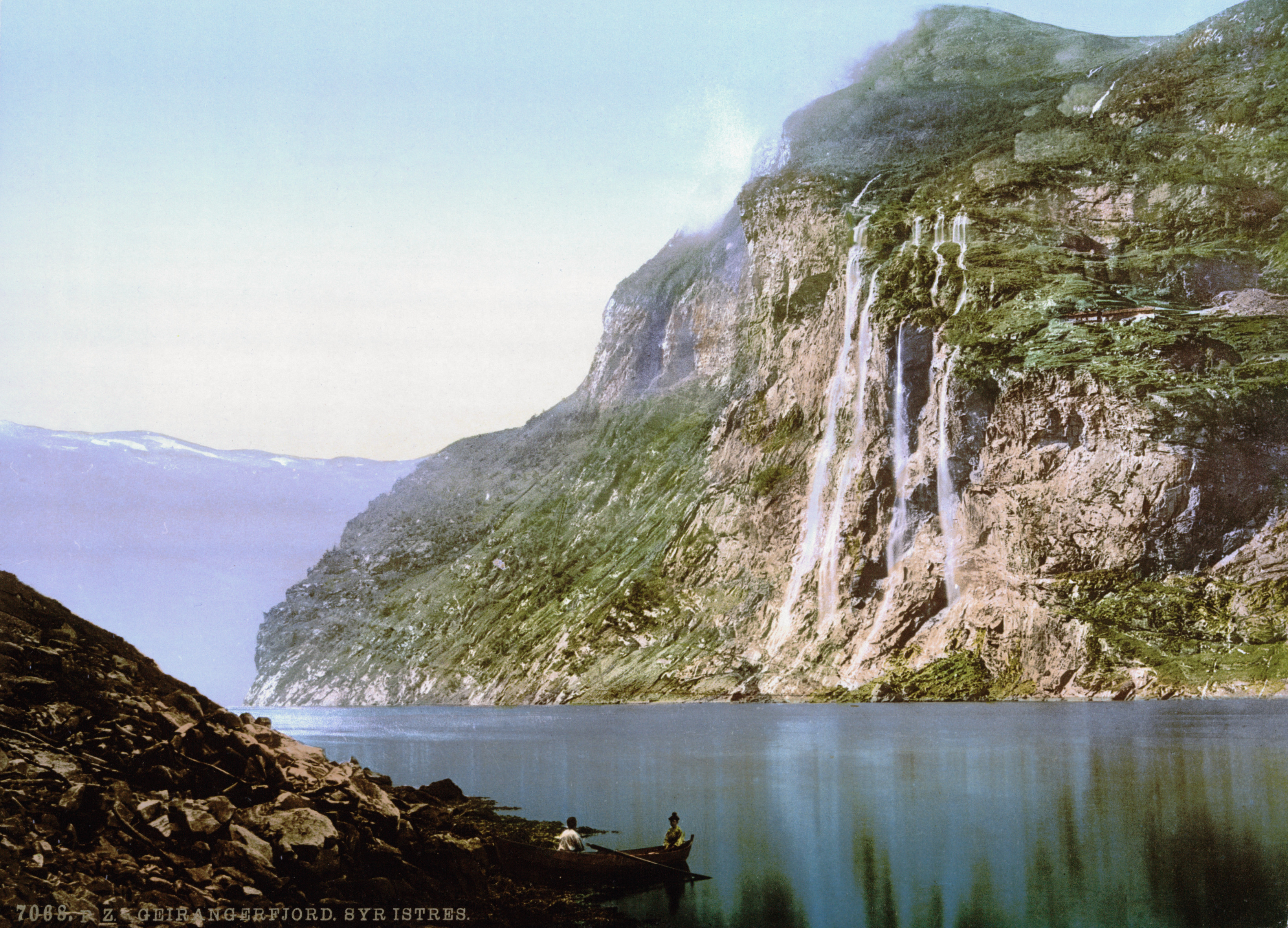
Bưu thiếp cũ, mô tả thác nước Seven Sisters